# Bromargyrit
Bromargyrit, veraltet auch als Bromit, Bromsilber, Bromspat oder Bromyrit bekannt, ist ein eher selten vorkommendes Mineral aus der Mineralklasse der „Halogenide“ mit der chemischen Zusammensetzung AgBr und damit chemisch gesehen Silberbromid.
Bromargyrit kristallisiert im kubischen Kristallsystem und entwickelt kubische Kristalle von bis zu einem Zentimeter Größe, die meist in parallelen Gruppen angeordnet sind und einen diamantähnlichen Glanz auf den Oberflächen zeigen. Häufig findet er sich auch in Form derber Massen oder wachs- bis hornartiger, krustiger Überzüge. Das Mineral ist durchsichtig bis durchscheinend und seine Farbe variiert zwischen Hellgelb und Olivgrün, oft mit bräunlicher, oder grauer Tönung.

## Etymologie und Geschichte
Benannt wurde das Mineral nach seiner Zusammensetzung, den Elementen Brom und Silber (altgriechisch ἄργυρος árgyros).
Erstmals entdeckt und beschrieben wurde das heute als Bromargyrit bekannte Mineral 1841 durch Pierre Berthier bei Plateros im mexikanischen Bundesstaat Zacatecas. Die dortigen Bergleute bezeichneten dieses Silbererz, das dort in kleinen, olivengrünen und gelblichen Kristallen auftrat, als Plata verde (deutsch: grünes Silber) und hielten es für Chlorsilber. Berthier erkannte allerdings, dass es aus reinem Bromsilber bestand.
1849 beschrieben August Breithaupt und Carl Friedrich Plattner, der auch die Analysen durchführte, ein Mineral aus der Grube Colorada bei Copiapó in Chile. Breithaupt bezeichnete es als Embolit von altgriechisch ἐμβόλιον embolion für ‚das Eingeschobene‘, da es ihm zufolge etwa in der Mitte zwischen Silberhornerz (heute: Chlorargyrit) und Bromsilber (heute: Bromargyrit) stand. Als alternative Bezeichnung schlug Breithaupt zudem Bromchlorsilber vor. Embolit gilt heute als Synonym für die Varietät Bromchlorargyrit (siehe Modifikationen und Varietäten).
Bromargyrit war bereits lange vor der Gründung der International Mineralogical Association (IMA) bekannt und als eigenständige Mineralart anerkannt. Damit hätte Bromargyrit theoretisch den Status eines grandfathered Mineral. In der 1962 erfolgten Publikation der IMA: Commission on new minerals and mineral names wurde die Bezeichnung Bromargyri von der Mehrheit der Kommission als der zu bevorzugende Mineralname gewählt und die bis dahin ebenfalls verbreitete Bezeichnung Bromyrit zu dessen Synonym. Da dies automatisch eine nachträgliche Ankerkennung für den Bromargyrit bedeutete, wird das Mineral seitdem in der „Liste der Minerale und Mineralnamen“ der IMA unter der Summenanerkennung „1962 s.p.“ (special procedure) geführt. 1980 wurde die Entscheidung für den Namen Bromargyrit und gegen Bromyrit noch einmal bestätigt. Die seit 2021 ebenfalls von der IMA/CNMNC anerkannte Kurzbezeichnung (auch Mineral-Symbol) von MineralName lautet „Bag“.

## Klassifikation
Bereits in der veralteten 8. Auflage der Mineralsystematik nach Strunz gehörte der Bromargyrit zur Mineralklasse der „Halogenide“ und dort zur Abteilung „Einfache Halogenide“, wo er gemeinsam mit Carobbiit, Chlorargyrit, Halit, Sylvin und Villiaumit in der „Halit-Reihe“ mit der Systemnummer III/A.02 steht.
In der zuletzt 2018 überarbeiteten Lapis-Systematik nach Stefan Weiß, die formal auf der alten Systematik von Karl Hugo Strunz in der 8. Auflage basiert, erhielt das Mineral die System- und Mineralnummer III/A.02-060. Dies entspricht ebenfalls der Abteilung „Einfache Halogenide“, wo Bromargyrit zusammen mit Carobbiit, Chlorargyrit, Griceit, Halit, Sylvin und Villiaumit eine unbenannte Gruppe mit der Systemnummer III/A.02 bildet.
Die von der International Mineralogical Association (IMA) zuletzt 2009 aktualisierte 9. Auflage der Strunz’schen Mineralsystematik ordnet den Bromargyrit in die neu definierte Abteilung „Einfache Halogenide ohne H2O“ ein. Diese ist zudem weiter unterteilt nach dem Stoffmengenverhältnis von Metall (M) zu Halogenid (X). Das Mineral ist hier entsprechend seiner Zusammensetzung in der Unterabteilung „M : X = 1 : 1 und 2 : 3“ zu finden, wo es zusammen mit Chlorargyrit die „Chlorargyritgruppe“ mit der Systemnummer 3.AA.15 bildet.
In der vorwiegend im englischen Sprachraum gebräuchlichen Systematik der Minerale nach Dana hat Bromargyrit die System- und Mineralnummer 09.01.04.03. Das entspricht ebenfalls der Klasse und gleichnamigen Abteilung „Halogenide“. Hier findet er sich innerhalb der Unterabteilung „Wasserfreie und wasserhaltige Halogenide mit der Formel AX“ in der „Embolitgruppe“ mit der Systemnummer 09.01.04, in der auch Embolit und Chlorargyrit eingeordnet sind.

## Kristallstruktur

Struktur von Bromargyrit

Bromargyrit kristallisiert im kubischen Kristallsystem in der Raumgruppe Fm3m (Raumgruppen-Nr. 225) mit dem Gitterparameter a = 4,77 Å sowie vier Formeleinheiten pro Elementarzelle.

## Eigenschaften
Unter Lichteinfluss verfärbt sich das Mineral durch die Bildung elementaren Silbers braun oder schwarz. An der Luft kann Bromargyrit einen starken Geruch nach „Arzneimitteln“ verbreiten.
Mit einer durchschnittlichen Mohshärte von 2 gehört Bromargyrit zu den weichen Mineralen, die sich ähnlich wie die Referenzminerale Gips oder Halit mit dem Fingernagel ritzen lassen. Im Gegensatz zu diesen eher spröden Mineralen ist Bromargyrit extrem plastisch verformbar und lässt sich mit dem Messer schneiden.
Vor dem Lötrohr ist Bromargyrit leicht schmelzbar. In Säuren löst er sich kaum, in Ammoniak dagegen schon.

## Modifikationen und Varietäten

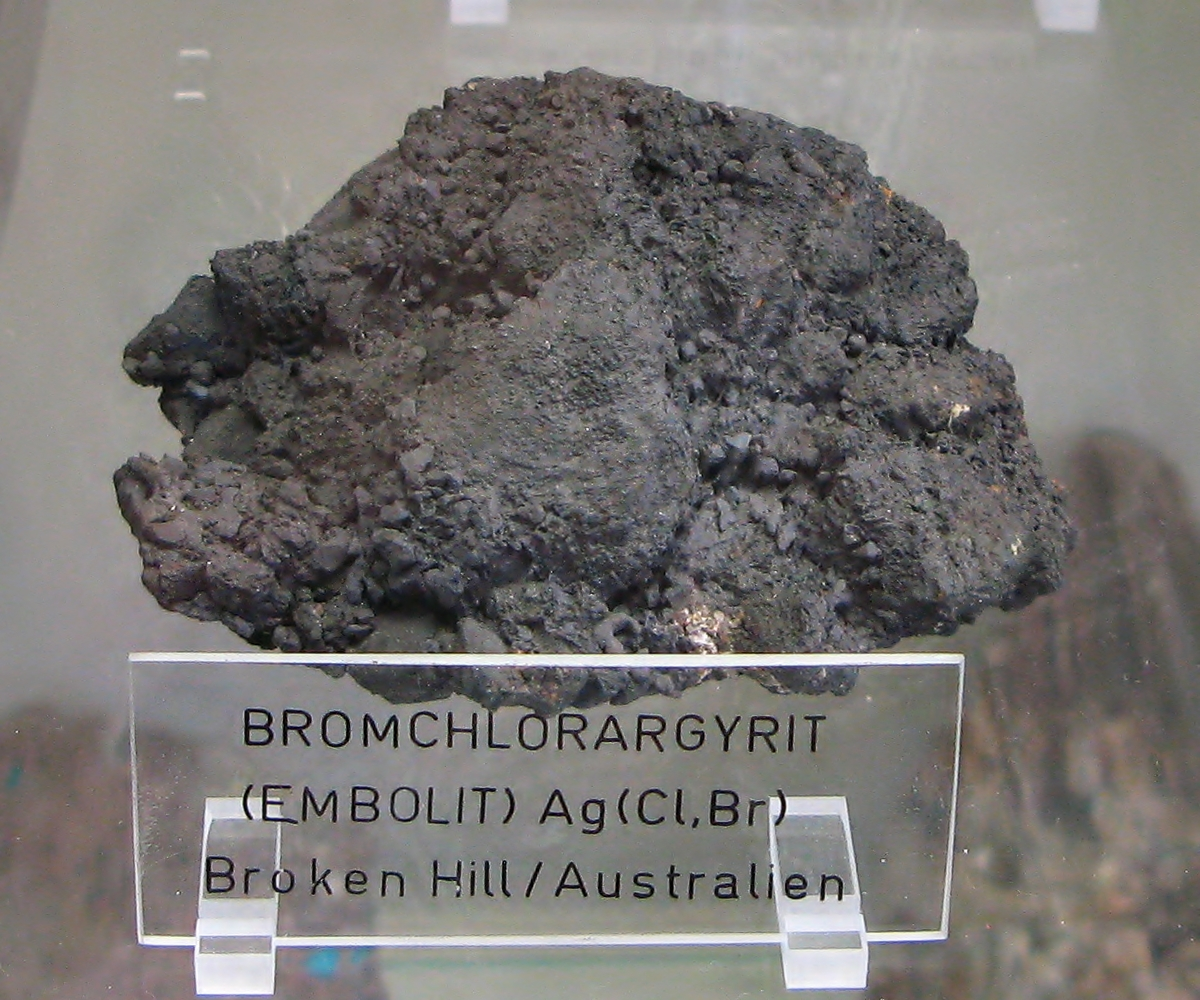
Chlorhaltige Bromargyrit-Varietät

Bromargyrit (AgBr) bildet eine lückenlose Mischreihe mit Chlorargyrit (AgCl), deren Zwischenglieder bzw. Mischkristalle als Bromchlorargyrit oder auch Embolit (Ag(Br,Cl)) bezeichnet werden. Bor- und iodhaltiger Bromargyrit ist ebenfalls sehr verbreitet. Iodhaltiger Embolit wird auch als Jodobromit (Ag(Br,Cl,I)) bezeichnet.

## Bildung und Fundorte

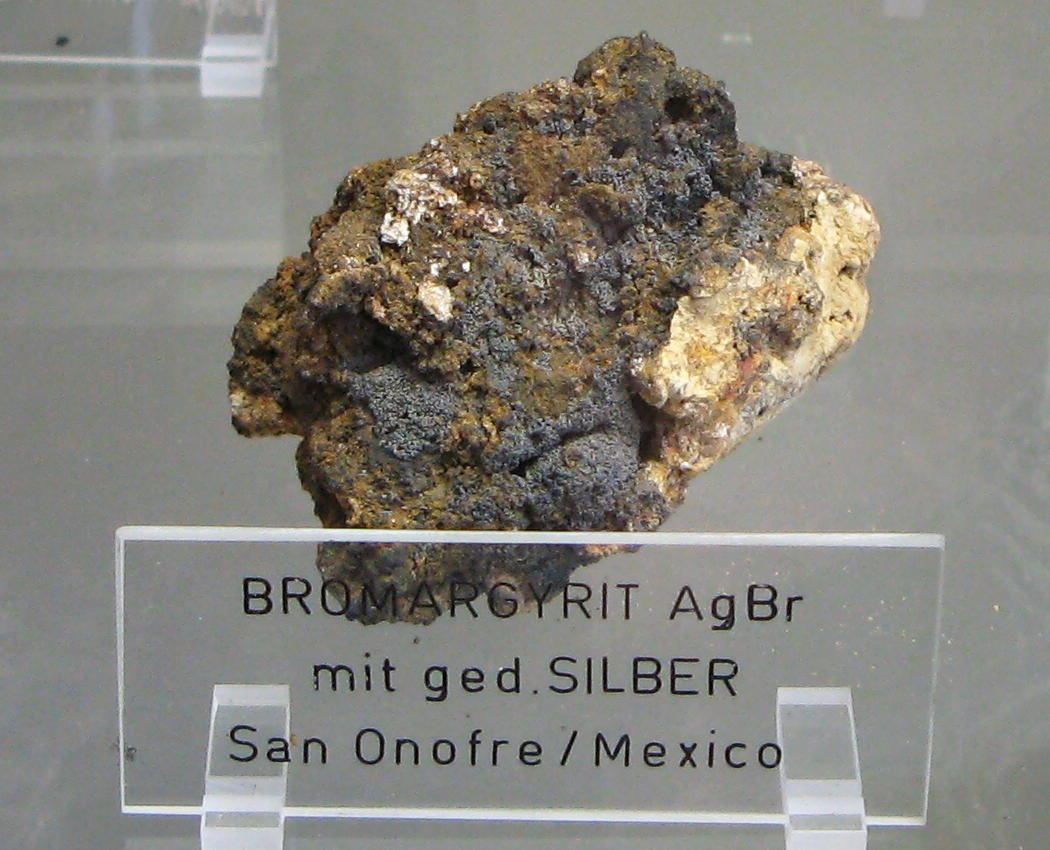
Bromargyrit mit gediegenem Silber aus San Onofre (Mexiko)

Bromargyrit ist als Sekundärmineral vorwiegend in der Oxidationszone von Silberlagerstätten zu finden und bildet sich besonders unter ariden, das heißt trockenen Klimabedingungen. Neben gediegen Silber treten unter anderem noch Jodargyrit, Smithsonit und verschiedene Eisen-Mangan-Oxide als Begleitminerale auf.
Als eher seltene Mineralbildung kann Bromargyrit an verschiedenen Fundorten zum Teil zwar reichlich vorhanden sein, insgesamt ist er aber wenig verbreitet. Als bekannt gelten bisher (Stand: 2012) etwas mehr als 200 Fundorte. Neben seiner Typlokalität Plateros trat das Mineral noch in vielen weiteren Gruben in Zacatecas und anderen Bundesstaaten Mexikos auf.
In Deutschland fand sich Bromargyrit unter anderem in den Gruben „Clara“ und „Fortuna“ bei Oberwolfach in Baden-Württemberg, bei Bad Ems und in der Grube „Schöne Aussicht“ bei Dernbach in Rheinland-Pfalz, im Mansfelder Becken in Sachsen-Anhalt und in der Grube „Sauberg“ bei Ehrenfriedersdorf im sächsischen Erzgebirge.
Weitere Fundorte liegen unter anderem in Argentinien, Australien, Bolivien, Chile, China, Frankreich, Italien, Marokko, Neuseeland, Russland, Spanien, Tschechien, Ungarn, auf den U.S. Virgin Islands und in den Vereinigten Staaten von Amerika.

## Verwendung
Bromargyrit ist ein Erz zur Gewinnung von elementarem Silber.